# The Proxy Intelligence and Other Mind Benders
Pour l’article ayant un titre homophone, voir Proxy (homonyme).
The Proxy Intelligence and Other Mind Benders est un recueil, composé en 1971, de nouvelles de science-fiction écrites par A. E. van Vogt (Canada) et Edna Mayne Hull (Canada), et n'est pas traduit en français.

## Résumés
- The Proxy Intelligence, 1968, A. E. van Vogt ;
- The Problem Professor, titre original : Project Spaceship, 1949, A. E. van Vogt ;
- Rebirth: Earth, titre original : The Flight That Failed, 1942, Edna Mayne Hull ;
- The Gryb, titre original : Repetition, 1940, A. E. van Vogt ;
- The Invisibility Gambit, titre original : Abdication, 1943, Edna Mayne Hull ;
- The Star-Saint, 1951, A. E. van Vogt.